# 釜江廣志
釜江 廣志（かまえ ひろし、1948年 - ）は、日本の経済学者。博士（商学）（一橋大学・論文博士・1993年）(学位論文「日本の国債市場と金利の期間構造」）。一橋大学名誉教授。元生活経済学会会長。生活経済学会賞、東日本鉄道文化財団奨励賞受賞。

## 人物・経歴
兵庫県生まれ。1966年兵庫県立加古川東高等学校卒業。1970年京都大学経済学部卒業。1972年一橋大学大学院経済学研究科修士課程修了。指導教官二階堂副包。1975年一橋大学大学院経済学研究科博士課程単位修得退学。指導教官倉林義正。1993年「日本の国債市場と金利の期間構造」で一橋大学より博士（商学）の学位を取得。審査員花輪俊哉、柴川林也、清水啓典。
1975年小樽商科大学商学部専任講師。同助教授を経て、1981年山口大学教養部助教授。1984年一橋大学商学部助教授。1989年同教授。1990年スタンフォード大学経営大学院客員研究員。1993年不動産鑑定士試験試験委員。2000年大蔵省昭和財政史執筆者。2002年日本金融学会常任理事。2003年大学評価・学位授与機構大学評価委員会評価員。2005年生活経済学会会長。2007年財務省平成財政史執筆委員、総務省独立行政法人評価委員会委員。
2009年東京経済大学経済学部教授、平和祈念事業特別基金理事選考委員会委員。2010年統計センター監事選考委員会委員。2011年一橋大学名誉教授、総務省独立行政法人評価委員会郵便貯金・簡易生命保険管理機構分科会会長、日本学術振興会科学研究費委員会専門委員。2013年日本郵政退職者連盟評議員。生活経済学会賞、東日本鉄道文化財団奨励賞受賞。指導学生に清水順子（学習院大学教授）、孫立堅（復旦大学世界経済研究所副所長）など。

## 著書
- 『日本の国債流通市場：利子率の期間構造の計量分析』有斐閣 1993年
- 『証券分析の基礎』（編）有斐閣 1995年、改訂版1997年
- 『入門証券市場論』（編）有斐閣 1998年、第3版2006年、第3版補訂2015年
- 『日本の証券・金融市場の効率性』有斐閣 1999年
- 『ゼミナール証券分析』有斐閣 2002年
- 『ミクロ経済学基礎演習』（大塚晴之と共著）同文舘出版 2002年
- 『マクロ経済学基礎演習』（大塚晴之と共著）同文舘出版 2003年
- 『日本の国債市場と情報』有斐閣 2005年
- 『金融・ファイナンス入門』（皆木健男と共著）同文舘出版 2011年
- 『日本の債券市場の史的分析：戦前と戦後の数量経済史』同文館出版 2012年
- 『日本の公共債市場の数量経済史』同文舘出版 2016年